# Les Cavaliers aux yeux verts
Les Cavaliers aux yeux verts est un roman de Loup Durand publié en 1991.

## Résumé

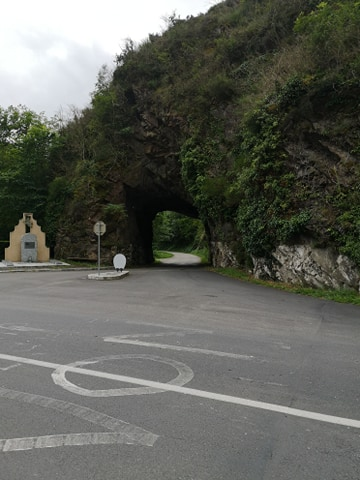
La porte de Kercabanac

Ce roman, titré initialement La porte de Kercabanac raconte l'histoire d'un village du haut-Salat, en Ariège, au XIXe siècle, et plus spécialement la famille Rouch. Le frère aîné, Élie, revient de la guerre de Crimée après sept années d'absence mais trouve son village de montagne déserté. Un de ses frères, Joël, a réussi à convaincre l'ensemble de son village de partir s'installer aux Amériques pour y faire fortune. Élie part donc sur les routes, le long du canal du Midi, pour ramener de force son village avant qu'il n'embarque à Bordeaux...

## Éditions
- Denoël, mai 1991  (ISBN 2207238598).
- Le Livre de poche, janvier 1994  (ISBN 2253049972).

## Adaptations
- Le roman a été adapté en téléfilm éponyme, réalisé par Michel Wyn, avec Xavier Deluc, Irène Papas et Jean-François Garreaud dans les rôles principaux.
- Une adaptation en bande dessinée a été publiée en 1992 chez Lefrancq, sur un scénario de Loup Durand et des dessins de Didier Courtois.